# Модрина польська
Модри́на по́льська (Larix polonica (Raciborski & Wóycicki) Domin syn. Larix decidua Miller ssp. polonica (Raciborski & Wóycicki) Domin — дерево родини соснових (Pinaceae), відзначається дрібними (15-20 мм завдовжки) шишечками. Згідно з Catalogue of Life, World Flora Online (і попередником The Plant List) таксон Larix polonica Racib. ex Wóycicki є синонімом до Larix decidua var. polonica (Racib. ex Wóycicki) Ostenf. & Syrach.

Занесена до Червоної книги України (I категорія). Поширена в Закарпатті і Карпатах.
|                                              |  |  |
| Монета "Модрина польська" номіналом 2 гривні |  |  |

|                                                       |  |  |
| Срібна монета "Модрина польська" номіналом 10 гривень |  |  |

У корі модрини польської міститься також значна кількість танідів (до 5 %). Крім того, в її хвої міститься більше танідів (7 %), ніж у хвої модрини європейської.